# Уилям Хофър
Вижте пояснителната страница за други личности с името Хофер.
Уилям Хофър (на английски: William Hoffer) е американски писател на бестселъри в жанра трилър, биография и документалистика.

## Биография и творчество
Уилям Хофър е роден на 11 юни 1943 г. в Кливланд, Охайо, САЩ.
Сътрудничи си с Били Хейс за написването на романа „Среднощен експрес“, който е публикуван през 1977 г. Екранизиран е през 1978 г. в едноименния филм с участието на Брад Дейвис, Джон Хърт и Ранди Куейд, получил награди „Оскар“ за музика и сценарий.
В съавторство с Бети Махмуди описват нейната история за опасното ѝ бягството с дъщеря ѝ от Иран в книгата „Не без дъщеря ми“. Тя става невероятно успешен международен феномен и е пресъздадена във филм с участието на Сали Фийлд и Алфред Молина. За този роман е номиниран за наградата „Пулицър“.
Писателят работи постоянно със съпругата си Мерилин Хофър. Един от най-успешните им съвместни романи е трилърът за почти трагичния полет 174 на „Air Canada“, който е екранизиран през 1995 г. във филма „Flight 174“ с участието на Уилям Дивейн, Шели Хак и Мариет Хартли.
Уилям Хофър живее в Ментор, Охайо.

## Произведения

### Романи
- Midnight Express (1977) – с Били Хейс
Среднощен експрес, изд.: „Георги Бакалов“, Варна (1988), прев. Людмила Евтимова
- Saved!: The Story of the Andrea Doria, the Greatest Sea Rescue in History (1979)
- Volcano: The Search for Vesuvius (1982)
- Not Without My Daughter (1987) – с Бети Махмуди
Не без дъщеря ми, изд. „Златорогъ“ (1992), прев. Юлияна Цветкова, Евдокия Стефанова
- Freefall: A True Story (1989) – с Мерилин Хофър
- Mort! Mort! Mort! (1989) – с Мортън Дауни Джуниър
- Cop Hunter (1990) – с Винсънт Мурано
- Cop Hunter: Cop Hunter (1991) – с Винсънт Мурано
- My Feudal Lord (1991) – с Техмина Дурани и Мерилин Хофър
- Inside Out (1992) – с Денис Ливайн
- Warriors in Eden (1993) – с Мариано Ганон и Мерилин Хофър
- Torn from My Heart: The True Story of a Mother's Desperate Search for Her Stolen Children (1995) – с Патси Хейманс и Мерилин Хофър (представена от Бети Махмуди)
Отвлечени в секта, изд. „Емас“ (1996), прев. Валентина Бояджиева
- Caught in the ACT: The True Adventures of a Divorce Detective – с Уилям Пиърс

### Серия „Люк Уайлд“ (Luke Wilde)
1. Luke Rules (2010) – с Мерилин Хофър

### Документалистика
- Inside Out: An Insider's Account of Wall Street (1991) – с Денис Ливайн
- The Senator: My Ten Years with Ted Kennedy (1992) – с Ричард Е. Бърк и Мерилин Хофър
- Betrayal: The Untold Story of the Kurt Waldheim Investigation and Cover-Up (1993) – с Ели Розенбаум
- Victor Six: The Saga of America's Youngest, Most Decorated Officer in Vietnam (1990) – с Дейвид Кристиян
- Reading And Writing American History An Introduction To The Historian's Craft, Vol. 1 (2003) – с Питър Чарлс Хофър
- Reading And Writing American History An Introduction To The Historian's Craft, Vol. 2 (2003) – с Питър Чарлс Хофър

### Филмография
- 1978 Среднощен експрес, Midnight Express – по романа
- 1991 Not Without My Daughter – по романа
- 1995 Falling from the Sky: Flight 174 – тв филм, по романа „Freefall“